# Jules Guillemot
Pour les articles homonymes, voir Guillemot.
Jules Guillemot, né à Paris le 16 avril 1835 et mort à Paris 6e le 24 novembre 1923, est un avocat, auteur dramatique, écrivain et journaliste français.

## Biographie
Docteur en droit (1859) et avocat, il est employé à la préfecture de la Seine. Journaliste (sous son nom et sous le pseudonyme Noll), en particulier au Français, ses pièces ont été représentées au théâtre du Gymnase.

## Œuvres
- 1863 : De l'effacement des types comiques au théâtre
- 1864 : Eugène Scribe
- 1864 : Le Théâtre contemporain. Les Jeunes filles au théâtre
- 1865 : Une heure en gare, comédie en 1 acte, théâtre du Gymnase
- 1866 : Le Mariage à l'enchère, comédie en 1 acte,
- 1867 : La Littérature d'opéra
- 1867 : La Victoire d'Annibal
- 1871 : La Sainte-Lucie, pièce en un acte
- 1875 : Le Million de M. Pomard, comédie en 3 actes, avec Hippolyte Raymond, théâtre du Gymnase
- 1879 : Comédie française et Comédie parisienne
- 1880 : Meyerbeer, Scribe et le drame dans l'opéra
- 1881 : L'Heure de la Liberté, saynète
- 1884 : Altéré de sang
- 1887 : La Mise en scène et le théâtre réaliste
- 1891 : Florimond, grand premier rôle
- 1894 : Le Comique dans Shakespeare à propos du Falstaff de Verdi
- 1910 : L'Évolution de l'idée dramatique chez les maîtres du théâtre, de Corneille à Dumas fils
- 1919 : Notices biographiques. Berlioz, l'homme et l'artiste